# Frankfurter Büro Center
Frankfurter Büro Center, noto anche come FBC, è un grattacielo di 40 piani e alto 142 metri situato nel quartiere Westend-Süd di Francoforte sul Meno, in Germania. È stato progettato dall'architetto Richard Heil.
Al 2019 è al 22º posto tra i grattacieli più alti della Germania, mentre al momento del suo completamento nel 1980 era il sesto più alto, e il quarto della città di Francoforte.

## Storia
La costruzione dell'edificio è iniziata nel 1974, ma si è bloccata l'anno successivo per via della mancanza di investimenti in seguito alla crisi petrolifera del 1973. La costruzione è terminata solo nel 1980.
Nel 2016 l'edificio è stato acquistato dalla società immobiliare Aroundtown. Il principale inquilino è stato per anni lo studio legale internazionale Clifford Chance, nel 2019 trasferitosi nella vicina Junghofstraße. A partire dal 2019 nel grattacielo ha sede la Deutsche Bundesbank, che ha affittato l'interno stabile per 1000 dei suoi impiegati durante il periodo in cui la sua sede centrale di Francoforte è in fase di ristrutturazione.

## Descrizione
L'edificio è costituito da una torre in calcestruzzo armato con una base di forma all'incirca rettangolare di 66 x 26 metri e 142,4 metri di altezza. La torre è costituita da 40 piani che ospitano uffici e due interrati, per una superficie complessiva di 52000 m² (45600 secondo altre fonti).
Nella piazza antistante al grattacielo nel 1997 l'artista Claus Bury ha installato Pendulum, una scultura alta 21 metri.